# Ґощино (Пуцький повіт)
Ґощино (пол. Goszczyno) — село в Польщі, у гміні Крокова Пуцького повіту Поморського воєводства.
Населення — 669 осіб (2011).
У 1975-1998 роках село належало до Гданського воєводства.

## Демографія
Демографічна структура станом на 31 березня 2011 року:
|          | Загалом | Допрацездатний вік | Працездатний вік | Постпрацездатний вік |
| -------- | ------- | ------------------ | ---------------- | -------------------- |
| Чоловіки | 333     | 101                | 215              | 17                   |
| Жінки    | 336     | 87                 | 201              | 48                   |
| Разом    | 669     | 188                | 416              | 65                   |